# Kampfbund Deutscher Sozialisten
Der Kampfbund Deutscher Sozialisten (KDS) war eine neonazistische Organisation, welche die Strategie der Querfront verfolgte. In ihr vereinten sich aktions- und diskursorientierte Rechtsextremisten. Gegründet wurde sie am 1. Mai 1999 in Krimnitz bei Lübbenau/Spreewald in Brandenburg. Sie bestand bis 2008. Bundesvorsitzende waren Thomas Brehl, ehemaliger Stellvertreter der neonazistischen Symbolfigur Michael Kühnen und Michael Koth. Die Organisation gab die Publikationen Der Gegenangriff und Wetterleuchten sowie vereinzelte regionale Schriften heraus.

## Ziele und Ausrichtung
Die Gruppe wurde von Michael Koth (Berlin), Thomas Brehl (Langen), Michael Thiel (Duisburg) und Frank Hübner (Cottbus) mit dem Ziel gegründet, ein „Diskussions- und Kampfforum auf der Basis des gemeinsamen Bekenntnisses zu Volk und Staat“ zu bilden. Die programmatische Grundlage des KDS bildet ein selbst verfasstes Revolutionäres Manifest.
Der KDS verfolgte insbesondere die Strategie der Querfront und bemühte sich, Rechts- und Linksextremisten zusammenzuführen. Er wollte nach eigenen Angaben einen „deutschen Sozialismus“ errichten. In den Grundsätzen eines sozialistischen Nationalismus wurden „Volk und Heimat“ betont, aber der Liberalismus und die „One-World-Gesellschaft“ abgelehnt sowie Bezüge zur nationalsozialistischen Ideologie von „Blut und Boden“ hergestellt.
Die Organisation wandte sich gegen den Kapitalismus und berief sich dazu auf das Selbstbestimmungsrecht der Völker. Die Idee des internationalen Sozialismus marxistischer Prägung wurde gegenüber dem Recht auf freie Selbstbestimmung aller Völker im nationalen und sozialen Befreiungskampf zurückgestellt. Trotzdem wurde im Zuge dessen eine „nationale Internationale“, bestehend aus den bereits „befreiten Ländern“ bzw. den nationalrevolutionären Kadern verschiedener Länder propagiert. So hielt der KDS in der Vergangenheit Kontakte zu dem ehemaligen Botschafter des Irak in Berlin sowie nationalrevolutionären bzw. nationalbolschewistischen Organisationen in Russland.
Der KDS vertrat einen radikalen Antiamerikanismus und Antizionismus, begründet wurde dieser nach eigenen Angaben aus der aggressiven und okkupanten Außenpolitik sowie dem in ihren Augen schädlichen gesellschaftlichen Einfluss beider Staaten. Die USA wurden dabei als „Hauptstütze“ des „globalen Irrsinns“ bezeichnet. Mit Beginn des Irakkriegs wurde zur Solidarität mit Saddam Hussein und dem irakischen Volk aufgerufen. Zu den Terroranschlägen des 11. Septembers 2001 meinte das Kölner KDS-Mitglied Axel Reitz im Gegenangriff:

„Der Terror war in das Land, von dem es seinen Lauf genommen hatte, zurückgekehrt: Den Teufel Amerika!“

Die Organisation bekannte sich zur Chuch’e-Ideologie, der offiziellen Ideologie Nordkoreas, die dort als Weiterentwicklung des Marxismus-Leninismus gilt.
Die Mitglieder übernahmen einige Symbole der politischen Linken, wie zum Beispiel T-Shirts mit der Aufschrift Socialist. Auf dem Original der Partei Die Linke ist über dem i ein roter Balken zu sehen, während in der Version des KDS dort noch zusätzlich ein weißer Punkt zu sehen war. Er sollte die nationalsozialistische Flagge, allerdings ohne Hakenkreuz, symbolisieren.

## Auflösung
Im Juli 2008 wurde die Gruppierung bis auf einen lokalen Zusammenschluss in Berlin-Brandenburg, der das Gebiet der ehemaligen DDR bearbeitet, aufgelöst. Angegeben wurde von den Verantwortlichen im rechtsextremen Blog „Altermedia“ die dürftige politische Erfolgsbilanz nach zehn Jahren und das Scheitern des Querfrontkonzepts.